# چاد ریکیسون
چاد ریکیسون (انگلیسی: Chad Richison) حسابدار آمریکایی است.